# Xã Marion, Quận Morgan, Ohio
Xã Marion (tiếng Anh: Marion Township) là một xã thuộc quận Morgan, tiểu bang Ohio, Hoa Kỳ. Năm 2010, dân số của xã này là 1.323 người.